# Cerberilla mosslandica
Cerberilla mosslandica is een slakkensoort uit de familie van de Aeolidiidae. De wetenschappelijke naam van de soort is voor het eerst geldig gepubliceerd in 1975 door McDonald & Nybakken.